# بوروفا (كاركيفسكا)
بوروفا (Борова) هي مدينة في مقاطعة كاركيفسكا في أوكرانيا.